# Hermann Rettig
Hermann Rettig (* 13. September 1872 in Landau in der Pfalz; † 1958) war ein deutscher Ministerialbeamter.

## Werdegang
Rettig wurde als Sohn des Oberlehrers Hermann Rettig und der Katharine Dietz geboren. Im Anschluss an das Humanistische Gymnasium studierte er an den Universitäten Straßburg, Berlin, Heidelberg und München. Nach der Staatsprüfung für den höheren Justiz- und Verwaltungsdienst trat er zunächst in den Bayerischen Staatsverwaltungsdienst ein. 1907 wechselte er in den Reichsdienst, war im Rang eines Regierungsrats und Geheimen Regierungsrats im Reichsversicherungsamt und dann Ministerialrat und Abteilungsdirigent im Reichsarbeitsministerium. Vor 1930 wurde er zum Ministerialdirektor im Reichsarbeitsministerium ernannt und blieb bis nach 1935 im Amt.

## Ehrungen
- 1952: Großes Verdienstkreuz der Bundesrepublik Deutschland